# 黛安娜·考德威尔
黛安娜·伊夫琳·考德威尔（英語：Diane Evelyn Caldwell；1988年9月11日—），爱尔兰共和国女子足球运动员，司职后卫，目前效力于苏黎世足球俱乐部和爱尔兰共和国国家女子足球队。她曾代表爱尔兰参加2023年国际足联女子世界杯。